# Western United Football Club (Îles Salomon)
Maillots
Le Western United Football Club est un club salomonais de football basé à Honiara, la capitale de l'archipel.

## Histoire
Le club est fondé en 2010 et débute en championnat national lors de la première édition de la S-Telekom League, en 2010-2011, saison qu'il achève à la 4e place. L'année suivante est meilleure avec une place de dauphin du Solomon Warriors. Son premier titre national est remporté en 2015 lorsqu'il s'impose en championnat, ce qui lui permet d'obtenir sa première qualification en Ligue des champions. Western United conserve son titre l'année suivante.
Western United n'a participé qu'à une seule campagne de Ligue des champions de l'OFC, sans obtenir de résultats probants. La formation salomonaise n'a pour l'instant jamais dépassé la phase de poules, ni même gagné la moindre rencontre. En effet, il achève l'édition 2014-2015 avec trois revers en trois matchs.

## Palmarès
- Championnat des Îles Salomon :
  - Champion en 2015 et 2016
  - Vice-champion en 2012